# Mercury Payment Services
Mercury Payment Services S.p.A. (precedentemente Setefi Services S.p.A.) è una società per azioni italiana che opera nel settore dei sistemi di pagamento e della monetica.
È uno dei leader italiani dell'acquiring, con il 25% del mercato e 364.000 terminali convenzionati in tutta Italia.

## Storia
La società nasce con il nome di Servizi Telematici Finanziari per il Terziario - Setefi S.p.A. nel 1988 da un'iniziativa di Cariplo (35%), Banca di Roma (35%) e Finater (la finanziaria di Confcommercio, al 30%) con l'intento di sviluppare un nuovo sistema di pagamento elettronico, promuovere una carta nazionale dei commercianti e ridurre le commissioni per gli esercenti. Il progetto però non decolla, portando alla costruzione di un circuito (il circuito Moneta) a diffusione limitata e circoscritta territorialmente. Nel 1994 per entrare nel circuito internazionale Visa, Cariplo ha rilevato il 90% di Setefi, confluita pertanto in Banca Intesa dopo la costituzione del gruppo.
Nel gennaio 2016, contestualmente alla scissione verso Intesa Sanpaolo del ramo d'azienda dedito al convenzionamento ed alla gestione degli esercenti clienti di Intesa Sanpaolo, a marketing e pricing (la componente commerciale dell'acquiring), Setefi ha assunto la nuova denominazione di Setefi Services S.p.A..
Nel maggio 2016 Intesa Sanpaolo ha venduto Setefi ed Intesa Sanpaolo Card a Mercury UK Holdco Limited (azionista di ICBPI), per un totale di 1.03 miliardi di euro.
Setefi Services S.p.A. cambia denominazione in Mercury Payment Services S.p.A.
Mercury Payment Services S.p.A. è controllata tramite Nexi S.p.A. (precedentemente Latino Italy S.r.l.) con il 93,21% da Mercury UK Holdco Limited, società controllata pariteticamente al 33,3% dai fondi Advent International Corporation, Bain Capital Investors e Clessidra SGR S.p.A.

## Attività
Setefi si occupa delle attività di gestione degli incassi e dei pagamenti e delle attività di processing che avvengono presso i terminali POS degli esercenti convenzionati.
Gestisce, inoltre, tutti i pagamenti che vengono effettuati dai 15 milioni di carte Intesa Sanpaolo, garantendo la fase autorizzativa dei pagamenti e il regolamento contabile delle transazioni con i circuiti.
Infine, è issuer delle carte del gruppo Intesa Sanpaolo.
Nel 2015 ha gestito 955 milioni di transazioni (tra le operazioni direttamente sui Pos Setefi e tra i pagamenti delle carte Intesa Sanpaolo sui Pos altrui) per un totale di 68.9 miliardi di scambi.